# Manszijjat as-Sabil
Manszijjat as-Sabil (arab. منشية السبيل) – wieś w Syrii, w muhafazie Dara. W 2004 roku liczyła 973 mieszkańców.